# Roperuelos del Páramo
Roperuelos del Páramo és un municipi de la província de Lleó, enclavada en la comarca natural del Páramo Leonés.

## Pedanies del municipi
- Moscas del Páramo
- Roperuelos del Páramo
- Valcabado del Páramo

## Demografia
| 1991 | 1996 | 2001 | 2004 |
| ---- | ---- | ---- | ---- |
| 982  | 867  | 771  | 737  |